# Alocoderus volubilis
Alocoderus volubilis är en skalbaggsart som beskrevs av Vladimir Balthasar 1961. Alocoderus volubilis ingår i släktet Alocoderus och familjen Aphodiidae. Inga underarter finns listade i Catalogue of Life.